# Layos
Layos es un municipio español de la provincia de Toledo, en la comunidad autónoma de Castilla-La Mancha. Tiene una población de 906 habitantes (INE 2024).

## Toponimia
No hay acuerdo en el origen del término «Layos». Para algunos podría derivarse del griego «llayos »que significa escabrosidad, hondura y sería el nombre dado por los romanos. Para otros derivaría del vasco «lai» o «laya», que es un instrumento en forma de pala utilizado para labrar y remover la tierra. Lo más probable es que se derive de «layator» que significa labrador de tierras con azadón. Para García Sánchez el nombre estaría relacionado con otros como Pelayos o Velayos, habiéndose perdido por erosión fonética la primera sílaba.

## Geografía
El municipio de Layos se sitúa sobre un terreno predominantemente llano, con una altitud media de 651 m y una superficie de 18,39 km². Pertenece a la comarca administrativa de los Montes de Toledo y a la histórica Sisla, y limita al norte con Argés, al noreste con Cobisa, al sureste con Ajofrín, al sur con Mazarambroz y al oeste con Casasbuenas. El término municipal alterna zonas llanas con áreas escarpadas, entre las que sobresale la Sierra de Layos —compartida con Ajofrín—.

## Historia
Existen restos arqueológicos de la época romana, estando la población sobre el camino que unía Emérita Augusta con Toletum.
A partir de 1278 aparece en documentos mozárabes, estando ya incluido en la La Sisla. Perteneció a Toledo hasta 1445, año en el que Juan II se lo dona a Juan Carrillo de Toledo, Adelantado de Cazorla. Más tarde lo heredarían los López de Ayala, condes de Fuensalida. 
En 1509 lo adquiere don Francisco de Rojas, haciéndola villa solariega, para pasar después a los condes de Teba y de Mora.
A mediados del siglo XIX tenía 63 casas y se dedicaba a la producción de cebada, trigo y aceite.

## Demografía
Cuenta con una población de 906 habitantes (INE 2024).
| Gráfica de evolución demográfica de Layos entre 1842 y 2021                                                           |
| |
| Población de derecho según los censos de población del INE. Población de hecho según los censos de población del INE. |

## Administración
| Periodo   | Nombre                                                             | Partido   |
| --------- | ------------------------------------------------------------------ | --------- |
| 1979-1983 | Feliciano Navamuel Medina                                          | UCD       |
| 1983-1987 | Feliciano Navamuel Medina                                          | AP/PDP/UL |
| 1987-1991 | Antonio García-Patos Benito                                        | PP        |
| 1991-1995 | Antonio García-Patos Benito                                        | PP        |
| 1995-1999 | Antonio García-Patos Benito                                        | PP        |
| 1999-2003 | Antonio García-Patos Benito                                        | PP        |
| 2003-2007 | Rafael García-Patos Benito (02/05/2005) María Belén Sánchez Martín | PP PSOE   |
| 2007-2011 | Rafael García-Patos Benito                                         | PP        |
| 2011-2015 | Rafael García-Patos Benito                                         | PP        |
| 2015-2019 | Rafael García-Patos Benito                                         | PP        |
| 2019-2023 | Rafael García-Patos Benito                                         | PP        |
| 2023-act. | Gonzalo García González                                            | PP        |

## Patrimonio
- Palacio de los Condes de Mora. Data del siglo XV, declarado Bien de Interés Cultural.
- Iglesia parroquial de Santa María Magdalena.
- Yacimiento El Vizcaíno y mausoleo de Layos. Yacimiento arqueológico, declarado Bien de Interés Cultural en 2007.

## Fiestas
- 15 de mayo: San Isidro.
- 22 de julio: Santa María Magdalena.
- 14 de septiembre: Cristo Santísimo del buen Camino